# 坎大哈国际机场
坎大哈国际机场（達利語：‎，普什圖語：‎，波斯語：‎）是阿富汗伊斯兰共和国第二大城市、坎大哈省省会坎大哈的国际机场，是该国仅次于喀布尔国际机场的第二大机场。